# Eragrostis oligostachya
Eragrostis oligostachya är en gräsart som beskrevs av Thomas Arthur Cope. Eragrostis oligostachya ingår i släktet kärleksgrässläktet, och familjen gräs.
Artens utbredningsområde är Zambia. Inga underarter finns listade i Catalogue of Life.